# Ramón de Manjarrés y Pérez de Junguitu
Ramón de Manjarrés y Pérez de Junguitu (1864-1929) fue un ingeniero industrial, americanista y académico español.

## Biografía
Nació el 14 de septiembre de 1864 en Sevilla, hijo de un profesor y tratadista. Estudió la carrera de ingeniería y se distinguió como erudito americanista, temática sobre la cual publicó diversos trabajos en la prensa periódica. Entre sus publicaciones se encontraron títulos como D. Jorge Juan y don Antonio Ulloa (1913), La comunicación del Atlántico con el Pacífico (1914), Los proyectos españoles del canal interoceánico (1914), Alejandro  de  Humboldt  y  los  españoles (1915), En el mar del Sur, expediciones españolas del s. xviii (1915-1916)  y Rinconcillos de la historia americana (1918). Fue miembro de la Real Academia de Buenas Letras de Sevilla. Fallecido en octubre de 1929, había estado casado con Joaquina Márquez Banqueri.